# Tacciana Lichtarowicz
Tacciana Alaksandrauna Lichtarowicz (biał. Таццяна Аляксандраўна Ліхтаровіч; ur. 29 marca 1988 w Mińsku) – białoruska koszykarka, występująca na pozycjach rzucającej lub niskiej skrzydłowej, reprezentantka kraju, olimpijka, od 2023 zawodniczka Fuerza Regia.

## Osiągnięcia
Stan na 3 maja 2023, na podstawie, o ile nie zaznaczono inaczej.

### Drużynowe
- Mistrzyni
  - Bałtyckiej Ligi Koszykówki Kobiet (2012)
  - Niemiec (2018)[3]
  - Litwy (2017)[4]
  - Czech (2015)[5]
  - Białorusi (2007, 2009, 2011)[6][7][8]
- Wicemistrzyni:
  - Białorusi (2008, 2014)[9][10]
- Zdobywczyni pucharu:
  - Niemiec (2018)[3]
  - Czech (2019)
  - Litwy (2012)[4]
  - Białorusi (2013/2014)[10]
  - Węgier (2016)[11]
- Uczestniczka międzynarodowych rozgrywek:
  - Euroligi (2011–2013, 2016/2017)
  - Eurocup (2010/2011, 2012–2014, 2015/2016, 2017/2018)

### Indywidualne
(* – nagrody przyznane przez portal eurobasket.com)
- MVP:
  - finałów Ligi Bałtyckiej (2012)
  - ligi białoruskiej (2009)*[7]
- Najlepsza zawodniczka*:
  - krajowa ligi węgierskiej (2011)[8]
  - występująca na pozycji obronnej ligi białoruskiej (2009, 2011)[7][8]
- Zaliczona do*:
  - I składu:
    - ligi:
      - białoruskiej (2009, 2011)[7][8]
      - czeskiej (2015)[5]

    - zawodniczek krajowych ligi białoruskiej (2011)[8]

  - II składu ligi luksemburskiej (2021)[12]
  - III składu ligi luksemburskiej (2020, 2022)[13][14]
  - składu honorable mention ligi:
    - litewskiej (2012)[4]
    - węgierskiej (2017)[15]
- Uczestniczka meczu gwiazd ligi litewskiej (2012)[4]

### Seniorska
- Uczestniczka:
  - igrzysk olimpijskich (2008 – 6. miejsce, 2016 – 9. miejsce)[16][17]
  - mistrzostw:
    - świata (2010 – 4. miejsce, 2014 – 10. miejsce)
    - Europy (2011 – 9. miejsce, 2013 – 5. miejsce, 2015 – 4. miejsce, 2017 – 15. miejsce, 2019 – 13. miejsce, 2021 – 4. miejsce)

  - kwalifikacji:
    - olimpijskich (2016 – 5. miejsce)
    - do Eurobasketu (2013, 2017, 2019, 2021, 2023)

#### Młodzieżowe
- Mistrzyni Europy dywizji B:
  - U–18 (2005)
  - U–20 (2006)
- Uczestniczka mistrzostw Europy:
  - U–20 (2007 – 11. miejsce, 2008 – 12. miejsce)
  - U–18 (2006 – 9. miejsce)
  - U–16 (2004 – 4. miejsce)